# Alebra elegans
Alebra elegans är en insektsart som beskrevs av Hamilton 1995. Alebra elegans ingår i släktet Alebra och familjen dvärgstritar. Inga underarter finns listade i Catalogue of Life.